# Leittechnik
Die Leittechnik fasst die Datenströme der untergeordneten Ebenen, des Feldes oder einzelner Zellen, z. B. Signale der Mess-, Steuer- und Regelungstechnik, zusammen, um dadurch den gesamten Fertigungsprozess zu steuern und zu überwachen.
Die Leittechnik findet in Form eines Leitsystems ihren Platz im Leitstand eines Betriebes.
In der Automatisierungspyramide gehört das Leitsystem zur (Prozess-)Leitebene. Der Begriff Leittechnik wird aber weiter gefasst und umfasst auch die Steuerungs- und Betriebsleitebene, zum Teil auch die Feldebene.

## Leittechnik in unterschiedlichen Anwendungsbereichen

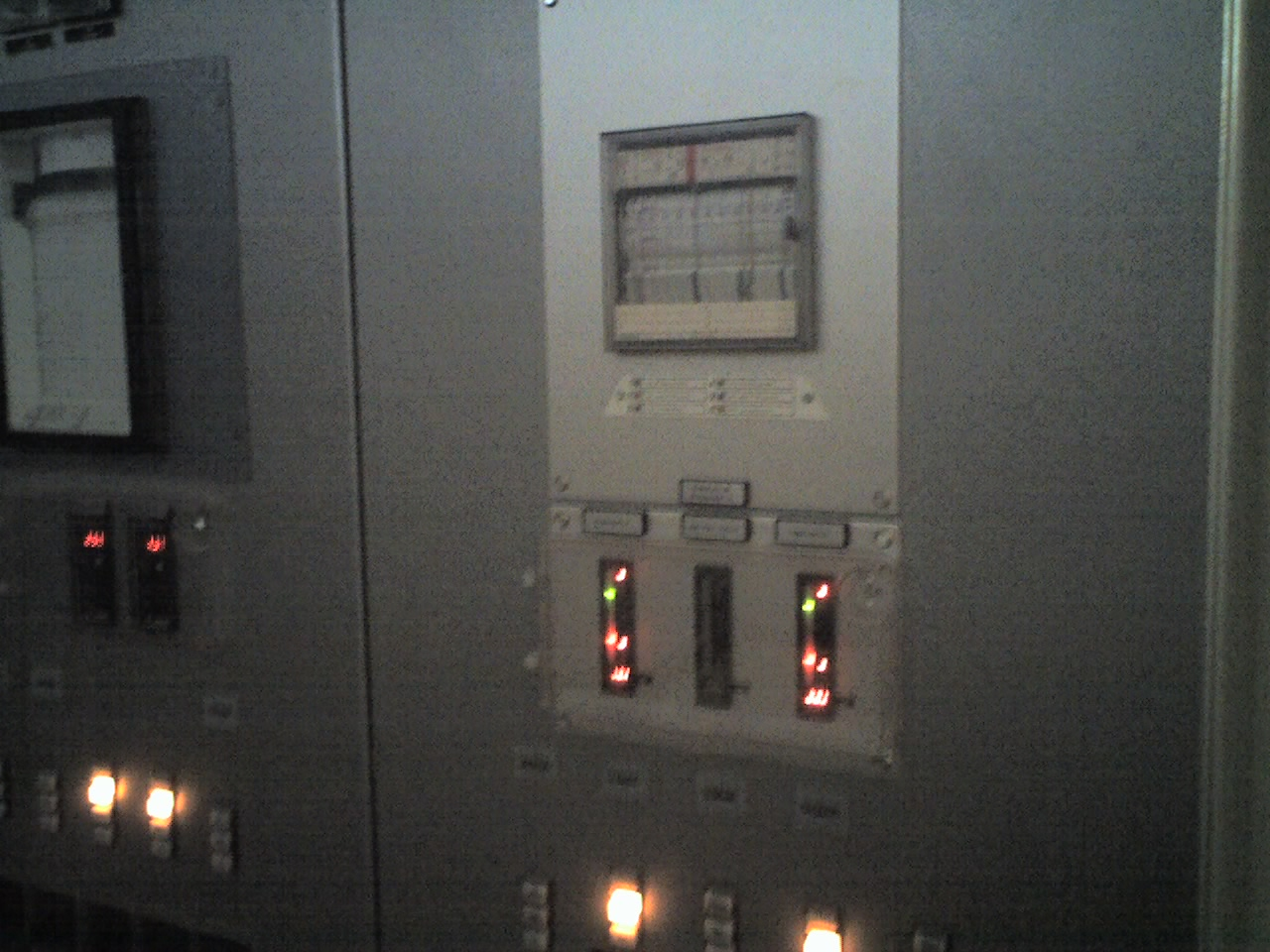
Leittechnikstand zweier Flammrohrrauchrohrkessel.

Der Begriff Leittechnik wird in unterschiedlichen Anwendungsbereichen angepasst genutzt. Dabei wird der Begriff Leittechnik zumeist als Sammelbegriff für folgende drei Bereiche gesehen:
- Feldebene
- Steuerungsebene
- Managementebene

Zusätzlich umfassen die Begriffe anwendungsspezifische Aspekte.
| Begriff               | Anwendungsbereich                                     |
| --------------------- | ----------------------------------------------------- |
| Prozessleittechnik    | Verfahrenstechnik                                     |
| Netzleittechnik       | Versorgungsnetze für Strom / Gas / Wasser / Fernwärme |
| Betriebsleittechnik   | Schienenverkehr                                       |
| Gebäudeleittechnik    | Gebäudeautomation                                     |
| Fertigungsleittechnik | Fertigungstechnik                                     |

## Normen

### Leittechnikbegriffe
Die Norm IEC 60050-351 Internationales Elektrotechnisches Wörterbuch – Teil 351: Leittechnik legt Grundbegriffe der Leittechnik fest, unter anderen auch Prozess und Leiten. Sie ersetzt in Deutschland als DIN-Norm DIN IEC 60050-351 die DIN V 19222:2001-09.

„Leiten
zweckmäßige Maßnahmen an oder in einem Prozess, um vorgegebene Ziele zu erreichen“

Die IEC 60050 beschreibt die Leitebene als „Gesamtheit aller Leiteinrichtungen gleichen Rangs in einer Leithierarchie“, definiert einige Ebenen und erwähnt weitere in Beispielen. Zusammen ergibt sich die Ebenenstruktur wie im nebenstehenden UML-Klassendiagramm dargestellt. In den Anwendungen können einzelne Ebenen entfallen.

Klassendiagramm zum Zusammenhang der Leitebenen.

Als typische Anwendungsbeispiele der Leittechnik werden genannt:
- Produktionsleittechnik
- Verfahrensleittechnik
  - Fließprozesse
  - Chargenprozesse
- Fertigungsleittechnik
  - Stückgutprozesse
  - Stückgutprozesse Werkstattfertigung
- Kraftwerksleittechnik
- Netzleittechnik
- Gebäudeleittechnik
- Verkehrsleittechnik
- Kommunikationsleittechnik

### Relevante Normen
Zahlreiche Normen sind für die Leittechnik von Bedeutung. Hier einige Beispiele:
| Norm                                    | Titel |
| --------------------------------------- | --- |
| ATV-DVWK-M 253                          | Automatisierungs- und Leittechnik auf Abwasseranlagen |
| CLC/TR 61158                            | Digitale Datenkommunikation in der Leittechnik – Feldbus für industrielle Leitsysteme |
| DIN 19223 (zurückgezogen)               | Leittechnik – Regeln für die Benennung von Messgeräten – 6.2009 ersetzt durch DIN EN 62419 |
| DIN 19226 (zurückgezogen)               | Leittechnik; Regelungstechnik und Steuerungstechnik – 6.2009 ersetzt durch DIN IEC 60050-351                                                                                                  |
| DIN 19227-1 (zurückgezogen)             | Leittechnik; Graphische Symbole und Kennbuchstaben für die Prozessleittechnik – 1.2010 ersetzt durch DIN EN 62424                                                                             |
| DIN 43735                               | Leittechnik – Elektrische Temperaturaufnehmer für Widerstandsthermometer und Thermoelemente                                                                                                   |
| DIN 43772                               | Leittechnik – Metall-Schutzrohre und Halsrohre für Maschinen-Glasthermometer, Zeigerthermometer, Thermoelemente und Widerstandsthermometer – Masse, Werkstoffe, Prüfung                       |
| DIN 44030                               | Leittechnik; Lichtschranken und Lichttaster |
| DIN V 19222 (zurückgezogen)             | Leittechnik – Begriffe – 6.2009 ersetzt durch DIN IEC 60050-351 |
| DIN V 19233 (zurückgezogen)             | Leittechnik – Prozessautomatisierung – Automatisierung mit Prozessrechensystemen, Begriffe – 6.2009 ersetzt durch DIN IEC 60050-351                                                           |
| DIN V 19247 (zurückgezogen)             | Leittechnik – Einrichtung für den Sauerstoffeinsatz in der Prozesstechnik |
| DIN V 19249                             | Leittechnik – Sicherheit von nichtelektrisch betriebenen Geräten, Einrichtungen und Systemen und nichtelektrischen Geräteteilen von elektrisch betriebenen Geräten – Allgemeine Anforderungen |
| DIN VDE 0119                            | Zustand der Eisenbahnfahrzeuge – Leittechnik |
| EN 45510                                | Leitfaden für die Beschaffung von Ausrüstungen für Kraftwerke |
| EN 61069                                | Leittechnik für industrielle Prozesse – Ermittlung der Systemeigenschaften zum Zweck der Eignungsbeurteilung eines Systems                                                                    |
| IEC 61158 IEC 61784                     | Digitale Datenkommunikation in der Leittechnik – Feldbus für industrielle Leitsysteme |
| EN 62424                                | Darstellung von Aufgaben der Prozessleittechnik – Fließbilder und Datenaustausch zwischen EDV-Werkzeugen zur Fließbilderstellung und CAE-Systemen                                             |
| IEC 60050-351                           | Internationales Elektrotechnisches Wörterbuch – Teil 351: Leittechnik |
| IEC 60671 IEC 60880 IEC 61513 IEC 62138 | Kernkraftwerke – Leittechnik für Systeme mit sicherheitstechnischer Bedeutung |
| IEC 62264 (EN 62264)                    | Integration von Unternehmens-EDV und Leitsystemen |
| IEC 62443                               | IT-Sicherheit für industrielle Leitsysteme |

## Geschichte
Bereits in den 1950er Jahren wurden erste leittechnische Einrichtungen mittels Relais- und Analogtechnik realisiert und für Regelung, einfache Steuerungstechnik und Fernsteuerung eingesetzt. Diese wurden zum Teil an Schalttafeln bedient.
In den 1960er Jahren lösten verbindungsprogrammierte elektronische Steuerungen zunehmend die Relaistechnik ab, und es wurden Prozessrechner, vor allem der Firma DEC aus der Serie PDP, für leittechnische Aufgaben benutzt. Zu dieser Zeit kamen Mosaikschaltwarten für größere fest verdrahtete Leuchtschaltbilder für den Handbetrieb zum Einsatz, die bei Anlagenumbauten leichter angepasst werden können.
Mit dem Aufkommen von speicherprogrammierbaren Steuerungen (SPS) in den 1970er Jahren wurden einfache Steuerungsaufgaben vom Prozessrechner auf diese verlagert. In den 1980er und 1990er Jahren ersetzten SPS den Prozessrechner in der Steuerungsebene immer mehr.
In den 1980er Jahren verdrängten zusätzlich UNIX-Lösungen, vor allem auf Basis System V, spezielle Prozessrechnerlösungen in den überlagerten Ebenen.
Die Normung des Ethernet (z. B. OSI-Modell) verhalf diesem zum Durchbruch in der Leittechnik. Ab Mitte der 1980er Jahre wird Ethernet zunehmend zur Vernetzung von SPS und Leitrechnern benutzt.
Personal Computer waren ursprünglich nicht für den Leittechnikeinsatz gedacht, drangen aber als Industrie-PC-Ausführung Ende der 1980er und in den 1990er Jahren in die Leittechnik ein. Dieser Trend verstärkte sich mit der Einführung von Microsoft Windows NT und setzt sich bis heute fort, konnte die SPS aber nicht verdrängen, obwohl dies von einigen Fachleuten vorhergesagt wurde. Im gleichen Zeitraum wurden Feldbusse entwickelt, die zu einer erheblichen Kostenreduzierung in der Feldverdrahtung führten und sich deshalb schnell durchsetzten.
In den 1990er Jahren begann die Vernetzung der Leittechnikinseln untereinander und mit anderen EDV-Systemen. Deshalb haben offene Standards zum Datenaustausch, wie z. B. OPC, eine große Bedeutung gewonnen. Für die Vernetzung der Leitsysteme, auch mit anderen EDV-Systemen, hat sich TCP/IP als Kommunikation weitgehend durchgesetzt.
Diese Trends setzten sich nach 2000 fort und haben die Anforderung an Interoperabilität und Plattformunabhängigkeit verstärkt, was zu weiteren Standardisierungsbemühungen (z. B. PROFINET, Ethernet für die Vernetzung in der Feldebene) und serviceorientierten Ansätzen in der Leittechnik geführt hat.